# Roy McCurdy
Roy McCurdy (* 28. listopadu 1936) je americký jazzový bubeník. Studoval na Eastman School of Music. V roce 1965 se stal členem kvintetu Cannonballa Adderleyho, v němž působil až do Adderleyho smrti o deset let později. Během své kariéry spolupracoval s mnoha dalšími hudebníky, mezi něž patří například Bobby Timmons, Joe Zawinul, Sonny Rollins, Gene Ammons a Count Basie. V letech 1976 až 1977 působil v kapele Blood, Sweat & Tears. Rovněž se věnoval pedagogické činnosti.